# Trididemnum cerebriforme
Trididemnum cerebriforme är en sjöpungsart som beskrevs av Hartmeyer 1913. Trididemnum cerebriforme ingår i släktet Trididemnum och familjen Didemnidae. Inga underarter finns listade i Catalogue of Life.